# Diego Osorio
Diego Leon Osorio Rendón (født 21. juli 1970 i Tuluá, Colombia) er en tidligere colombiansk fodboldspiller (Forsvarer).
Osorio tilbragte hele sin karriere i hjemlandet, hvor han var tilknyttet begge de to store Medellín-klubber, Independiente og Atlético Nacional, samt Santa Fe fra Bogotá. Hos Nacional var han i både 1991 og 1994 med til at vinde det colombianske mesterskab.
Osorio spillede desuden, mellem 1991 og 1995, 17 kampe for det colombianske landshold. Han deltog med sit land ved Copa América i både 1991 og i 1993, hvor holdet ved sidstnævnte turnering vandt bronze. Han var også en del af landets trup til OL i 1992 i Barcelona.

## Titler
Categoria Primera A
- 1991 og 1994 med Atlético Nacional